# Кубок Португалії з футболу 2020—2021
Кубок Португалії з футболу 2020–2021 — 81-й розіграш кубкового футбольного турніру в Португалії. Титул втретє здобула Брага.

## Календар
| Раунд        | Дата матчів                  | Матчі | Клуби     |
| ------------ | ---------------------------- | ----- | --------- |
| Перший раунд | 26 вересня - 21 жовтня 2020  | 55    | 165 → 110 |
| Другий раунд | 9 жовтня - 11 листопада 2020 | 46    | 110 → 64  |
| 1/32 фіналу  | 20 листопада - 9 грудня 2020 | 32    | 64 → 32   |
| 1/16 фіналу  | 11-23 грудня 2020            | 16    | 32 → 16   |
| 1/8 фіналу   | 11-14 січня 2021             | 8     | 16 → 8    |
| 1/4 фіналу   | 27-29 січня 2021             | 4     | 8 → 4     |
| 1/2 фіналу   | 9-11 лютого/2-4 березня 2021 | 4     | 4 → 2     |
| Фінал        | 23 травня 2021               | 1     | 2 → 1     |

## 1/16 фіналу
| Команда 1              | Рахунок      | Команда 2               |
| ---------------------- | ------------ | ----------------------- |
| 11 грудня 2020         |              |                         |
| Спортінг (Лісабон)     | 3:0          | Пасуш ді Феррейра       |
| Академіку (Візеу) (2)  | 3:0          | Академіка (Коїмбра) (2) |
| 12 грудня 2020         |              |                         |
| Фонтіньяс (3)          | 1:1 пен. 3:4 | Фафі (3)                |
| Ештуріл (2)            | 2:1          | Боавішта                |
| Ріу Аве                | 2:1          | Фамалікан               |
| 13 грудня 2020         |              |                         |
| Віторія (Гімарайнш)    | 0:1          | Санта-Клара             |
| Кова-да-Пієдаді (2)    | 2:3 дч       | Морейренсі              |
| Порту                  | 2:1          | Тондела                 |
| Бенфіка                | 5:0          | Вілафранкенсе (2)       |
| 14 грудня 2020         |              |                         |
| Торренсі (3)           | 1:0          | Амора (3)               |
| Анадія (3)             | 0:1          | Ештрела (Амадора) (3)   |
| Олімпіку (Монтіжу) (3) | 0:7          | Брага                   |
| 23 грудня 2020         |              |                         |
| Белененсеш САД         | 3:0 дч       | Спортінг (Ешпінью) (3)  |
| Насіунал (Фуншал)      | 3:1          | Лейшойш (2)             |
| Марітіму               | 2:1 дч       | Салгейруш (3)           |
| Уніан Лейрія (3)       | 0:3          | Жил Вісенте             |

## 1/8 фіналу
| Команда 1             | Рахунок | Команда 2             |
| --------------------- | ------- | --------------------- |
| 11 січня 2021         |         |                       |
| Марітіму              | 2:0     | Спортінг (Лісабон)    |
| 12 січня 2021         |         |                       |
| Ріу Аве               | 1:2     | Ештуріл (2)           |
| Морейренсі            | 1:2     | Санта-Клара           |
| Насіунал (Фуншал)     | 2:4 дч  | Порту                 |
| Ештрела (Амадора) (3) | 0:4     | Бенфіка               |
| 13 січня 2021         |         |                       |
| Брага                 | 5:0     | Торренсі (3)          |
| 14 січня 2021         |         |                       |
| Фафі (3)              | 2:3 дч  | Белененсеш САД        |
| Жил Вісенте           | 3:2 дч  | Академіку (Візеу) (2) |

## 1/4 фіналу
| Команда 1     | Рахунок | Команда 2      |
| ------------- | ------- | -------------- |
| 27 січня 2021 |         |                |
| Марітіму      | 1:3 дч  | Ештуріл (2)    |
| 28 січня 2021 |         |                |
| Бенфіка       | 3:0     | Белененсеш САД |
| 29 січня 2021 |         |                |
| Брага         | 2:1     | Санта-Клара    |
| Жил Вісенте   | 0:2     | Порту          |

## 1/2 фіналу
| Команда 1                  | Заг. | Команда 2 | 1-й матч | 2-й матч |
| -------------------------- | ---- | --------- | -------- | -------- |
| 10 лютого — 3 березня 2021 |      |           |          |          |
| Ештуріл (2)                | 1:5  | Бенфіка   | 1:3      | 0:2      |
| Брага                      | 4:3  | Порту     | 1:1      | 3:2      |

## Фінал
| 23 травня 2021 22:30 EEST |

| Брага                 | 2:0      | Бенфіка |
| --------------------- | -------- | ------- |
| Піазон 45+3' Орта 85' | Протокол |         |

| Коїмбрський міський стадіон, Коїмбра Глядачів: 0 Арбітр: Нуну Алмейда |